# Газизов, Флюс Мирзасалихович
Газизов Флюс Мирзасалихович (25 июня 1937 — 4 февраля 2008) — химик-технолог, почётный академик АН РБ (1995), доктор технических наук (1993), профессор (1995), заслуженный химик РФ (1993) и РБ (1992).

## Биография
Газизов Флюс Мирзасалихович родился 25 июня 1937 года в д. Симяково Муслюмовского района ТАССР.
В 1959 году он окончил Казанский химико-технологический институт имени С. М. Кирова.
После окончания института работал Стерлитамакском п/я № 21, ныне ФКП «Авангард»: инженер, начальник лаборатории, начальник мастерской, начальник ОТК, с 1969 г. заместитель главного инженера завода. С 1988 года он — заместитель директора по научной работе.
Научные направления работы Газизова: химия и технология производства высокомолекулярных соединений твердых ракетных топлив. производств.
Под руководством Газизова созданы и внедрены рецептуры новых взрывчатых веществ (эластичные кумулятивные заряды, шашки-детонаторы, гранулированные ВВ II класса, брикетные топлива и др.); решалась проблема экологии производства порохов и ракетных топлив баллистического типа. Он создал базовую научно-исследовательскую лабораторию промышленной экологии и химической технологии завода.
Почетный академик АН РБ (1995), он состоял в Отделении химико-технологических наук АН РБ.
Умер он 4 февраля 2008 года. Похоронен в Стерлитамаке.

## Труды
Газизов Флюс Мирзасалихович — соавтор 160 научных трудов, в том числе принял участие в создании 44 изобретений.
- Газизов Ф. М. Пороховой исполин / Флюс Мирзасалихович Газизов // Вестн. Акад. наук Респ. Башкортостан. — 2003. — Т. 8, N 3.

## Награды
Лауреат Государственной премии СССР (1991), заслуженный химик РБ (1992), заслуженный химик РФ (1993), почётный академик АН РБ (1995).